# مايا تشيبوردانيدزه
مايا تشيبوردانيدزه Maia Chiburdanidze (ولد في 17 يناير 1961) لاعبة شطرنج جورجية تحمل لقب أستاذ كبير.

## إنجازات
- توجت بطلة للعالم في الشطرنج خمسة مرات أعوام 1978، 1981، 1984، 1986، 1988.
- كانت أصغر لاعبة تحمل اللقب حتى عام 2010 حين فازت هو إيفان باللقب.
- فازت تسع مرات في أولمبيادات الشطرنج.
- ولدت في كوتيسي في جورجيا التي كانت تابعة للاتحاد السوفييتي سابقاً.
- بدأت لعب الشطرنج في سن الثامنة.
- فاز ببطولة الاتحاد السوفييتي للفتيات عام 1976.
- حلت ثانيةً في تصفيات تبليسي سيدات عام 1976، فتأهلت لمباريات دورة الترشيح عام 1977. وحققت انتصارات في هذه الدورة حتى وصلت للنهائي، فغلبت ألا كوشنير.
- قابلت بطلة العالم نونا غابرينداشفيلي في مباراة في بيتسوندا في جورجيا، حيث هزمتها بنتيجة 8.5 إلى 6.5، فتوجت بطلة للعالم عام 1978.
- توجت بطلة أربع مرات أخرى أعوام 1981، 1984، 1986، 1988.

## ألقاب
- نالت لقب أستاذة عام 1977.
- نالت لقب أستاذة كبيرة سيدة عام 1977.

## روابط خارجية
- مايا تشيبوردانيدزه على موقع الاتحاد الدولي للشطرنج (الإنجليزية)
- مايا تشيبوردانيدزه على موقع مباريات الشطرنج (الإنجليزية)
- مايا تشيبوردانيدزه على موقع 365Chess.com (الإنجليزية)
- مايا تشيبوردانيدزه على موقع Chesstempo.com (الإنجليزية)
- مايا تشيبوردانيدزه سجل أولمبياد الشطرنج للسيدات على موقع OlimpBase.org (الإنجليزية)